# Chevaux de Marly
Els Chevaux de Marly (Cavalls de Marly) són dues escultures que representen la cria de cavalls i els seus cuidadors. Van ser creats utilitzant marbre de Carrara, entre 1743 i 1745 per Guillaume Coustou.

## Història
Els Chevaux de Marly, van ser encarregats l'any 1739 per Lluís XV a l'escultor Guillaume Coustou, per adornar el "abeurador de Marly" situat a l'entrada del parc del castell de Marly, per substituir dos grups esculpits. Aquests, Mercure à Cheval sur Pégase i La Renommée à Cheval sur Pégase d'Antoine Coysevox, de fet havien estat traslladats el 1719 als jardins de les Tuileries. Els models van ser escollits pel rei el 1743 i es van instal·lar a Marly el 1745, després de només dos anys de treball.
El 1794 van ser traslladats a la plaça de la Concòrdia. Van ser restaurats el 1840 per Louis-Denis Caillouette (1790-1868).
El 1984, sobretot pel fet que la desfilada dels tancs del 14 de juliol els va debilitar, van ser substituïts per còpies de marbre reconstituït realitzades per Michel Bourbon al taller d'una filial de Bouygues. Aquest últim aprofita l'oportunitat per demanar el dret a fer una còpia addicional que es troba a la seu de Bouygues Construction. Els originals es conserven al Museu del Louvre en un antic pati de l'ala Richelieu transformat en pati, anomenat pati Marly en honor seu, mentre que les dues còpies principals del Borbó es van traslladar al primer lloc dels originals a prop de l'abeurador de Marly, amb l'obra supervisada per l'arquitecte Serge Macel.
Les darreres obres de Guillaume Coustou, Els cavalls de Marly van tenir molt d'èxit (multiplicació, entre altres coses, de rèpliques a escala reduïda) i van anunciar la passió dels artistes romàntics per temes eqüestres, com Théodore Géricault.
Més tard, els cavalls Marly també es van utilitzar com a motiu central de la carta d'ajust de RTF (Radiodiffusion-télévision française) línia 819 que es va utilitzar a TF1 des de 1953 fins a 1983.
Els motlles dels Cavalls de Marly van ser realitzats per l'escultor Michel Bourbon i es van col·locar el 1985 a la seva ubicació original, a prop de l'abocador de l'antic Château de Marly de Marly-le-Roi a les Yvelines. La gestió del projecte va anar a càrrec de l'arquitecte Serge Macel.

## Descripció
Els Cavalls de Marly, o Cavalls retinguts pels cuidadors, representen un autèntic cop de força tècnic, en l'obra de blocs monolítics de marbre de Carrara esculpits en només dos anys. El tema escollit s'allunya de qualsevol referència al·legòrica o mitològica, a diferència dels dos grups esculpits per Antoine Coysevox. Coustou simplement posa en escena dos cavalls ardents que s'enfronten amb els seus nuvis, nus i musculosos (esclaus amerindis, amb les seves carcasses), amb el cos tens per l'esforç. L'escultor interpreta vitalment la lluita de forces salvatges i oposades. Els cavalls s'estan erigint, les crineres esbufegades, les fosses nasals i els ulls dilatats i les dues bèsties lluiten furiosament en una aferrissada batalla contra els seus amos. Víctor Hugo l'admirava notablement:
| «             | aquests marbres que ressonaven sobre un núvol daurat | » |
| — Víctor Hugo |                                                      |   |

L'escultor va observar molt des de la natura, en la interpretació de l'anatomia equina i en l'expressió furiosa dels cavalls. També va prendre com a model diversos grups esculpits que il·lustraven grups de cavalls, com ara els Dioscurs del Palau del Quirinal de Roma, així com creacions franceses: Els cavalls d'Apol·lo esculpits pels germans Gaspard i Balthazar Marsy per a la cova de Téthys a Versalles, i, més recentment, el relleu dels Cavalls del Sol, obra mestra de l'escultor Robert le Lorrain, esculpit el 1737 a la façana dels estables de l'Hôtel de Rohan.

## Galeria

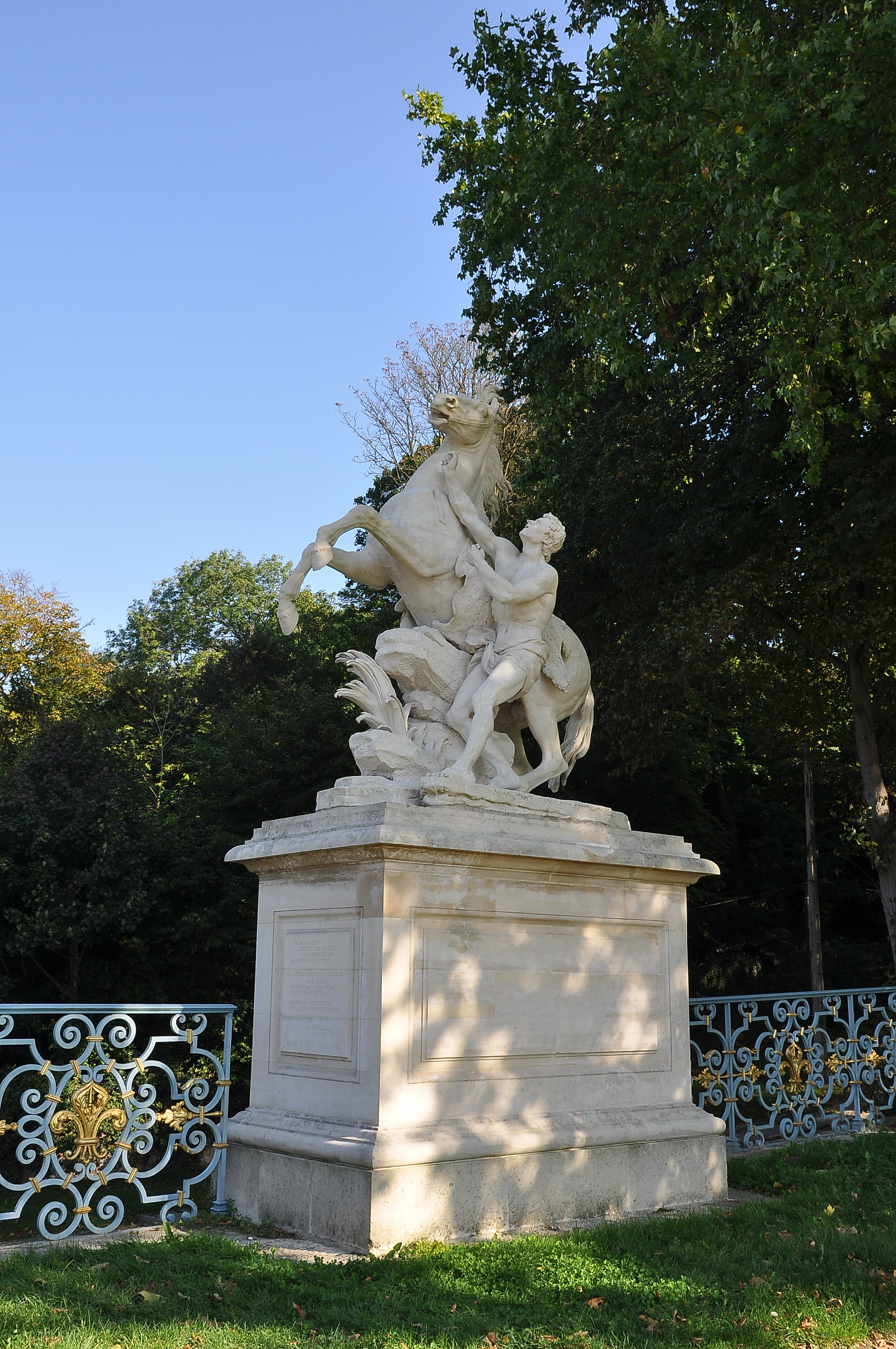
Còpia d'un dels anomenats cavalls Marly que va decorar el primer al Castell de Marly
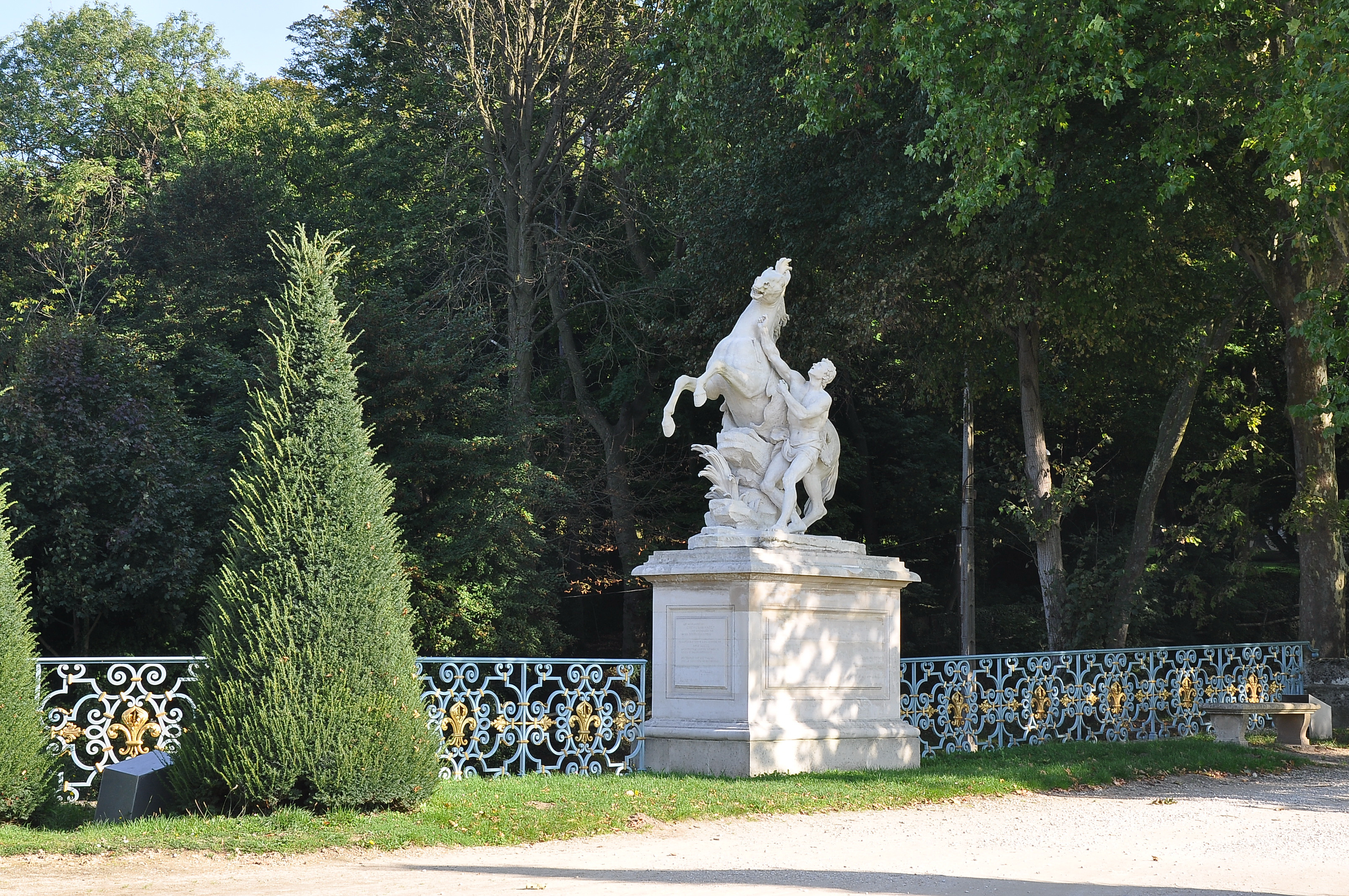
Còpia d'un dels anomenats cavalls Marly que va decorar el primer al Castell de Marly
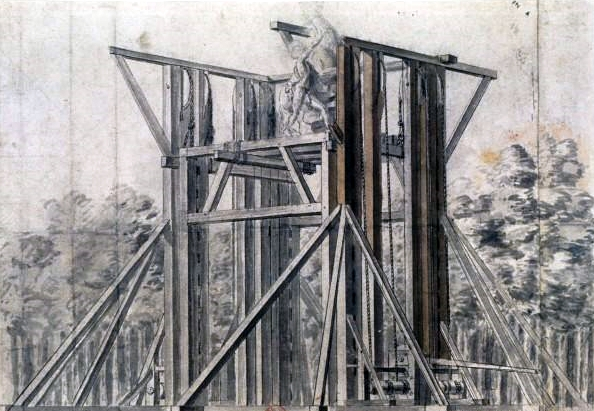
Instal·lació dels Cavalls de Marly als Camps Elisis el 1794.
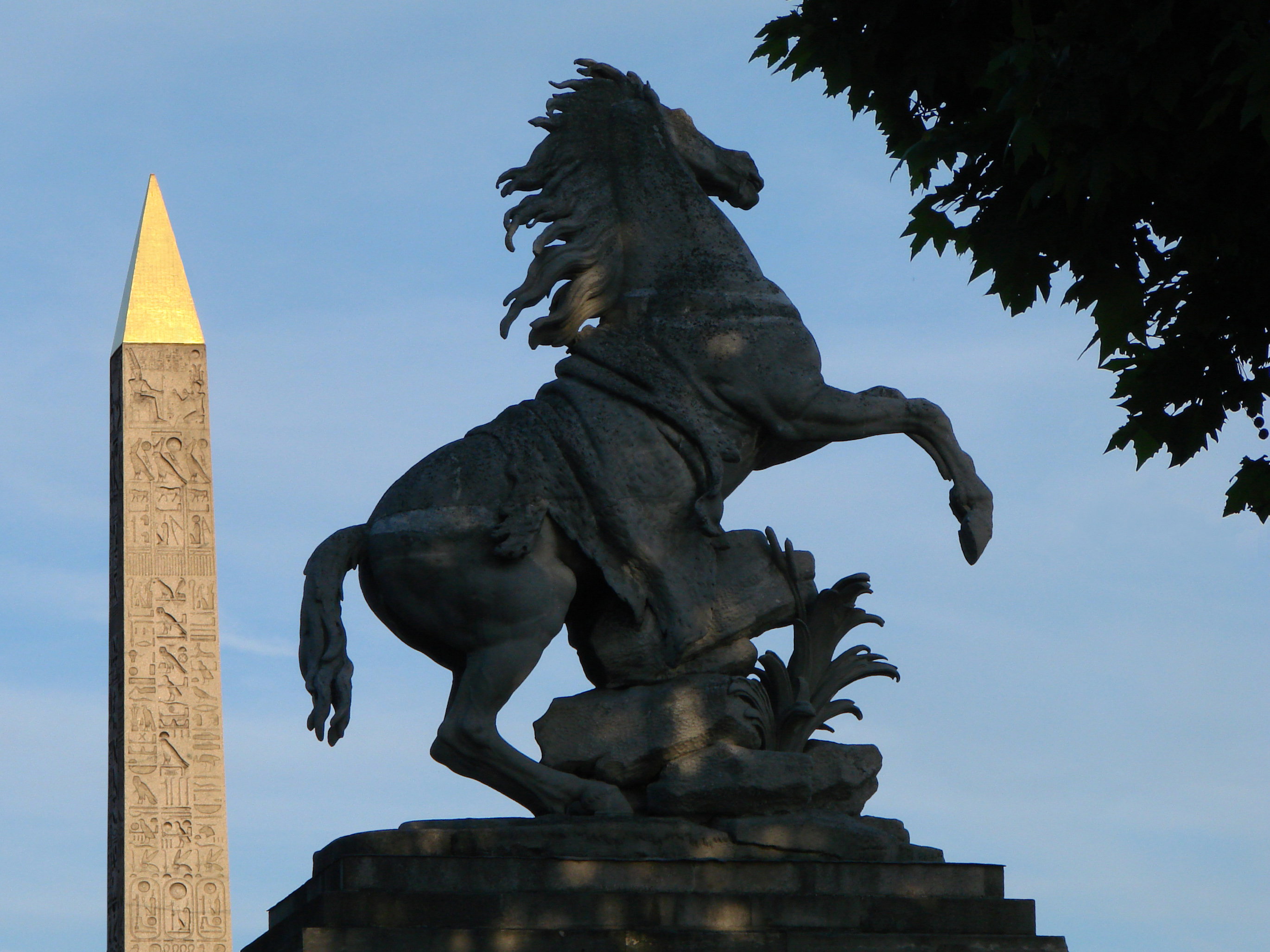
Còpia de l'original, després de traslladar-lo al Louvre.